# Station Antwerpen-Schijnpoort
Station Antwerpen-Schijnpoort is een goederenstation in Antwerpen langs het in 1873 geopende oostelijk ringspoor omheen de stad. Tot 1905 heette het station Zurenborg. Omdat de verwijzing naar Zurenborg geografisch niet correct was werd toen besloten het station naar de nabijgelegen Schijnpoort om te dopen.
Het station wordt doorsneden door spoorlijn 12 en spoorlijn 27A, zodat het uit 2 delen bestaat. Het zuidwestelijk deel gelegen langs spoorlijn 12 bestaat uit de spoorbundels C, D, E en F en beschikt verder nog over een werkplaats met ondervloerdraaibank en een wasstraat. Deze bundels worden vooral gebruikt om passagierstreinen te herstellen, onderhouden, reinigen en nadien te vormen tot nieuwe treinen.
Het noordoostelijk deel gelegen langs spoorlijn 27A bestaat uit de spoorbundels Q en T. Zij worden gebruikt voor het laden en lossen van containers en het wisselen van locomotief van de goederentreinen. Het wordt beheerd door B-Cargo.
Het premetrostation Schijnpoort ligt in de onmiddellijke omgeving aan de Schijnpoortweg. Ook het Antwerpse Sportpaleis ligt vlak bij het station.